# Superdollar

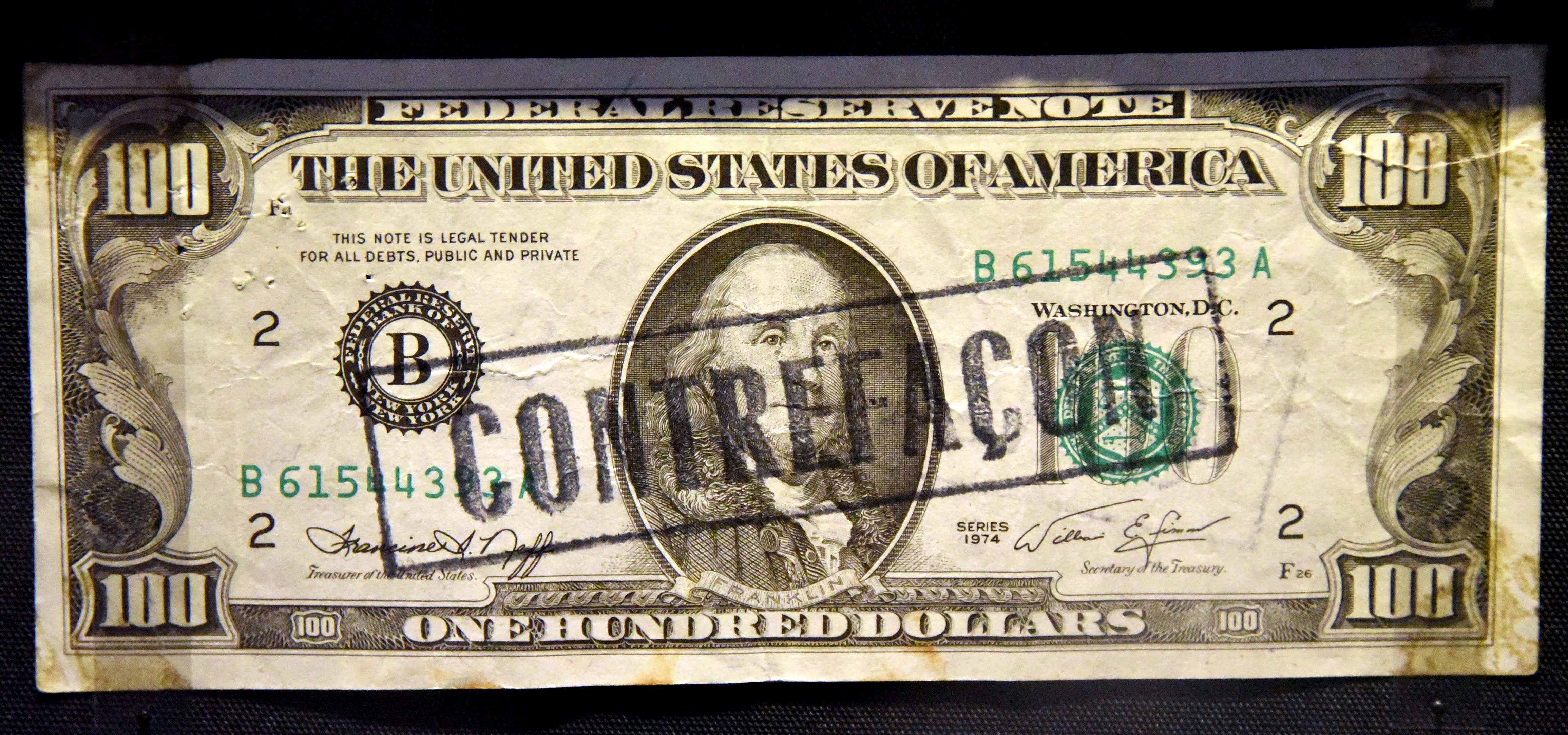
Faux billet de cent dollars de 1974 exposé au British Museum.

Un superdollar (également appelé superbillet ou supernote) est un faux billet de cent dollars des États-Unis de très grande qualité qui, selon le gouvernement américain, aurait été fabriqué par des organisations ou des gouvernements inconnus. En 2011, des sources gouvernementales déclarent que ces faux billets sont en « circulation mondiale » depuis la fin des années 1980 jusqu'en juillet 2000 au moins, dans le cadre d'une affaire d'extradition.
Bien que la technologie actuelle permette de détecter de nombreuses caractéristiques des supernotes, de nouveaux faux billets plus sophistiquées sont constamment produits. Aucune technologie actuelle ne peut garantir la saisie de 100 % des superbillets en circulation.
Différents groupes sont soupçonnés de créer de tels billets et l'opinion internationale sur l'origine des billets varie. Le gouvernement américain pense que des fonctionnaires nord-coréens font circuler des superbillets dans différents pays et accuse la Corée du Nord de les produire. Des criminels britanniques, arrêtés en 2002, ont produit pour plus de 35 millions de dollars de faux billets de cent dollars.
Un nouveau modèle de billet de cent dollars destiné à contrecarrer la contrefaçon, incorporant un ruban de sécurité 3D, des chiffres et des dessins changeant de couleur et des micro-imprimés, est mis en circulation en 2013.

## Production
Les superbillets sont connus pour être fabriqués avec une encre de la plus grande qualité, imprimée sur un mélange de coton et de lin et sont conçus pour recréer les différents éléments de sécurité de la monnaie américaine, tels que les fibres de sécurité rouges et bleues, le fil de sécurité et le filigrane. En outre, ils sont imprimés selon un procédé d'impression en creux ou avec des plaques gravées, le même procédé que celui utilisé par le bureau de la gravure et de l'impression (Bureau of Engraving and Printing - BEP) du gouvernement américain pour les billets légaux. Dans la plupart des cas de contrefaçon, l'impression offset ou l'impression couleur à jet d'encre et au laser sont les moyens les plus courants de fabriquer de la fausse monnaie.
Les experts qui étudient les supernotes de manière approfondie et les comparent à des billets authentiques soulignent qu'il existe de nombreuses variétés de supernotes. En 2006, on estime que les billets frauduleux comptent 19 variétés. Cependant, les producteurs de supernotes améliorent la fabrication depuis 2006 et il en existe davantage de variétés. Les premières versions des faux billets, par exemple, ne comportent pas les bandes d'encre magnétique imprimées selon des motifs distincts sur les différentes coupures de la monnaie américaine ; les contrefaçons ultérieures rectifient cette erreur. Plusieurs erreurs, peu visibles, sur les premiers superbillets sont corrigées, parfois à plusieurs reprises.
Sur le véritable billet de 100 dollars, par exemple, la ligne verticale de la base gauche du lampadaire près de la figure au revers du billet de cent dollars est faible. Les premiers superbillets impriment cette ligne trop distinctement, ce qui rend la contrefaçon plus fiable que l'original. Les supernotes ultérieurs sur-corrigent cette ligne forte en la supprimant complètement. De même, sur le billet authentique, les aiguilles de l'horloge de l'Independence Hall dépassent légèrement le cercle intérieur ; sur les superbillets, elles ne le dépassent pas.
Sur l'avers du superbillet, dans le « N » de « UNITED STATES », on peut voir une barre oblique à droite de la diagonale et de l'ascendant droit de la lettre ; il n'y en a pas sur le billet authentique. D'autres différences sont observées au niveau du vignettage et des lignes de définition de l'ornement supérieur de l'Independence Hall. Le journaliste Klaus Bender, entre autres, ont émis l'hypothèse que les faussaires ont introduit ces différences pour pouvoir distinguer leur produit de l'original, mais il n'existe aucun moyen de le confirmer.

## Arrestation de distributeurs américains
Dans le cadre de deux opérations d'infiltration menées entre 2002 et 2005, baptisées Operation Smoking Dragon et Operation Royal Charm, des agents américains arrêtent au moins 87 personnes accusées, entre autres, de contrebande de superdollars. Environ 4,5 millions de dollars en fausse monnaie sont saisis, dont une grande partie en billets de 100 dollars. L'origine des faux billets de cent dollars n'est pas déterminée avec certitude,.

## Origines confirmées
En 2005, des criminels britanniques, Anatasios Arnaouti et quatre autres personnes, sont reconnus coupables de projet en bande organisée en vue de fabriquer de la fausse monnaie à Manchester, en Angleterre. Ils ont été arrêtés en 2002 à l'issue d'une opération à laquelle ont participé les services secrets américains. La fausse monnaie retrouvée comprend 3,5 millions de dollars en billets de cent dollars et 2,5 millions de livres sterling en billets de 10 livres, que les experts de la Banque d'Angleterre jugent d'excellente qualité. La police déclare que « le potentiel d'atteinte à l'économie du Royaume-Uni et des États-Unis était très important »,.
L'imprimeur admet avoir fabriqué 350 000 billets de 100 dollars, soit 35 millions de dollars, en 18 mois. Le groupe utilise un équipement capable d'imprimer un million de livres sterling par jour et se vante de produire 500 000 dollars de faux billets par jour,. L'opération de contrefaçon durait depuis plus de deux ans.

## Origines possibles

### Corée du Nord
Il est confirmé que la Corée du Nord fait passer des superdollars dans plusieurs pays. Les faux billets circulent également à l'intérieur de la Corée du Nord et aux abords de sa frontière avec la Chine. La fiabilité des déclarations des transfuges nord-coréens, sur lesquelles les États-Unis fondent en partie leurs accusations, ainsi que des sources de renseignement sud-coréennes, est toutefois mise en doute. Le San Francisco Chronicle a interviewé un chimiste nord-coréen qui a décrit l'opération ; insistant sur l'anonymat, il a parlé des détails techniques du processus ainsi que de la méthode de distribution, qui, selon lui, s'est faite par l'intermédiaire de diplomates nord-coréens et de syndicats du crime internationaux.
Depuis 2004, les États-Unis appellent fréquemment à faire pression sur la Corée du Nord pour tenter de mettre fin à la distribution présumée de supernotes. Ils ont enquêté sur la Bank of China, la Banco Delta Asia et la Seng Heng Bank. Les États-Unis ont fini par interdire aux Américains d'effectuer des opérations bancaires avec la Banco Delta Asia. Toutefois, un audit de la banque a contesté les allégations américaines et indiqué que la seule fois où la Banco Delta Asia avait sciemment manipulé de la fausse monnaie, c'était en 1994, lorsqu'elle avait découvert et remis aux autorités locales 10 000 dollars en faux billets de 100 dollars.
En 2008, un article de McClatchy Newspapers a rapporté que les États-Unis n'accusaient plus explicitement le gouvernement nord-coréen de produire des superbillets et que la Bundeskriminalpolizei suisse, qui recherche régulièrement de la fausse monnaie, doutait que la Corée du Nord produise des superbillets. Cependant, en 2009, un rapport du Congressional Research Service a réitéré cette accusation.

### Iran
Avant la révolution iranienne de 1979, l'Iran utilisait des machines pour imprimer sa monnaie en taille-douce, comme le faisaient les États-Unis et d'autres gouvernements. Selon certaines spéculations, l'Iran aurait utilisé ces machines pour imprimer des superdollars,.

### CIA
La CIA a été accusée d'imprimer et d'utiliser des faux billets pour financer des opérations étrangères clandestines. Klaus Bender, auteur d'ouvrages sur la contrefaçon, affirme que les billets sont d'une qualité telle qu'ils ne peuvent être produits que par une agence gouvernementale, telle que la CIA.

### Autre
D'autres théories sur l'origine des billets circulent de plus en plus ; l'Iran reste un suspect pour beaucoup, tandis que d'autres accusent des bandes criminelles indépendantes opérant à partir de la Russie ou de la Chine. En 2000, l'Institut des hautes études stratégiques et politiques, un groupe de réflexion basé en Israël, a rejeté la responsabilité sur la Syrie : « La vallée de la Bekaa est devenue l'une des principales sources de distribution, voire de production, du « superdollar », une fausse monnaie américaine si bien fabriquée qu'elle est impossible à détecter ».